# Dobrzyniewo Duże
Dobrzyniewo Duże è un comune rurale polacco del distretto di Białystok, nel voivodato della Podlachia.
Ricopre una superficie di 160,67 km² e nel 2004 contava 7 836 abitanti.